# Hubendickia
Hubendickia is een geslacht van weekdieren uit de klasse van de Gastropoda (slakken).

## Soorten
- Hubendickia chinensis (Liu, Wang & Zhang, 1980)
- Hubendickia lancangensis (Liu, Wang & Zhang, 1980)
- Hubendickia siamensis Brandt, 1968